# Inga leptingoides
Espèce
Statut de conservation UICN

 VU  : Vulnérable
Inga leptingoides est une espèce de plantes à fleurs du genre Inga de la famille des Fabaceae.